# Deyverson
Deyverson Brum Silva Acost, dit Deyverson, né le 8 mai 1991 à Rio de Janeiro au Brésil, est un footballeur brésilien évoluant au poste d'attaquant pour Fortaleza.

## Biographie
Le 21 janvier 2020, Deyverson est prêté six mois au Getafe CF avec option d'achat. Après 7 matches et un but, l'attaquant n'est pas retenu par le club.
Le 23 août 2020, Deyverson est prêté au Deportivo Alavés, sans option d'achat, club pour lequel il a déjà joué en prêt lors de la saison 2016-17.

## Palmarès
Deportivo Alavés
- Coupe d'Espagne
  - Finaliste : 2017

 Palmeiras
- Série A
  - Vainqueur : 2018
  - Vice-champion : 2017

- Campeonato Paulista
  - Vice-champion : 2018

Libertadores 2020
Libertadores 2021